# Шаред
Шаред (словен. Šared) — поселення в общині Ізола, Регіон Обално-крашка, Словенія. Висота над рівнем моря: 209,8 м.